# Dhamtari
Dhamtari (en hindi, धमतरी जिला ) es una ciudad de la India, capital del distrito de distrito homónimo, en el estado de Chhattisgarh. Según el censo de 2011, tiene una población de 101 677 habitantes.